# Eleuterokok
Eleuterokok (Eleutherococcus) je rod 38 druhů trnitých keřů a stromů náležící do čeledi aralkovité (Araliaceae). Je původní ve východní Asii, jihovýchodní Sibiři, a v Japonsku na jih po Filipíny. Největší rozmanitost druhů je ve střední a západní Číně. Do rodu eleuterokok byl vřazen bývalý rod akantopanax (Acanthopanax). Některé druhy, zejména eleuterokok ostnitý (E. senticosus, tzv. sibiřský ženšen), se používají v bylinářství. Některé druhy jsou pěstovány jako okrasné zahradnické rostliny. Několik látek důležitých pro zdravotní diety obsahuje Eleutherococcus senticosus. Členové tohoto rodu mohou mít určité vlastnosti podobné ženšenu, ale je nezbytný další vědecký výzkum.

## Popis
Trnité stromy a keře se strnulými řídkými větvemi. Listy jsou střídavé, 3-7 četné, kopinaté, zoubkované, pilovité, někdy celokrajné. Květy jsou oboupohlavné, nenápadné, drobné, shloučené v okolíky nebo laty. Plodem jsou dvousemenné peckovice.

## Synonymum
Acanthopanax

## Zástupci
- eleuterokok bezstopečný (Eleuterococcus sessiliflorus)
- eleuterokok drsný (Eleuterococcus lasiogyne)
- eleuterokok Henryův (Eleuterococcus henryi)
- eleuterokok ostnitý (Eleuterococcus senticosus)
- eleuterokok Sieboldův (Eleuterococcus sieboldii)
- eleuterokok Simonův (Eleuterococcus simonii)
- eleuterokok trojlistý (Eleuterococcus trifoliatus)[2]

## Požadavky
Vyžaduje dobré, přiměřeně vlhké půdy a výslunné stanoviště. Ve stínu nejsou vzhledné. Snášejí zakouřené prostředí. Rozmnožuje se řízkováním.

## Použití
Jako solitéra.
Jako adaptogen.